# BMW Z8
BMW Z8는 BMW에서 1998년부터 2006년까지 생산했던 로드스터이다. Z8은 1993년부터 1995년까지 크리스 뱅글이 이끄는 디자인 팀의 노력을 통해 1993년과 1999년 사이에 코드명 "E52"로 개발되었다.외부는 헨릭 피스케가, 내부는 스콧 렘퍼트가 설계하였다.

## 판매 대수 (미국 시장)
| 연도   | 판매 대수 (미국 시장) |
| ------ | --------------------- |
| 2000년 | 317대                 |
| 2001년 | 970대                 |
| 2002년 | 524대                 |
| 2003년 | 439대                 |
| 2004년 | 110대                 |
| 2005년 | 17대                  |
| 2006년 | 5대                   |